# Championnat NAIA de football américain
Le Championnat NAIA de football américain réunit des équipes universitaires américaines de football américain depuis 1956. De 1970 à 1996, il existe deux divisions.

## Division I
| Saison | Champion                             | Score      | Finaliste                     | Lieu                              |
| ------ | ------------------------------------ | ---------- | ----------------------------- | --------------------------------- |
| 1956   | Montana State Saint Joseph's (IN)    | 0–0*       |                               | Little Rock, Arkansas             |
| 1957   | Pittsburg State                      | 27–26      | Hillsdale                     | Saint Petersburg, Floride         |
| 1958   | Northeastern State                   | 19–13      | Arizona State-Flagstaff       | Saint Petersburg, Floride         |
| 1959   | Texas A&I                            | 20–7       | Lenoir-Rhyne                  | Saint Petersburg, Floride         |
| 1960   | Lenoir-Rhyne                         | 15–14      | Humboldt State                | Saint Petersburg, Floride         |
| 1961   | Pittsburg State                      | 12–7       | Linfield                      | Sacramento, Californie            |
| 1962   | Central State                        | 28–13      | Lenoir-Rhyne                  | Sacramento, Californie            |
| 1963   | Saint John’s                         | 33–27      | Prairie View A&M              | Sacramento, Californie            |
| 1964   | Concordia-Moorhead Sam Houston State | 7–7*       |                               | Augusta, Georgie                  |
| 1965   | Saint John’s                         | 33–0       | Linfield                      | Augusta, Georgie                  |
| 1966   | Waynesburg                           | 42–21      | Wisconsin–Whitewater          | Tulsa, Oklahoma                   |
| 1967   | Fairmont State                       | 28–21      | Eastern Washington            | Morgantown, Virginie Occidentale  |
| 1968   | Troy State                           | 43–35      | Texas A&I                     | Montgomery, Alabama               |
| 1969   | Texas A&I                            | 32–7       | Concordia-Moorhead            | Kingsville, Texas                 |
| 1970   | Texas A&I                            | 48–7       | Wofford                       | Greenville, Caroline du sud       |
| 1971   | Livingston                           | 14–12      | Arkansas Tech                 | Birmingham, Alabama               |
| 1972   | East Texas State                     | 21–18      | Carson-Newman                 | Commerce, Texas                   |
| 1973   | Abilene Christian                    | 42–14      | Elon                          | Shreveport, Louisiane             |
| 1974   | Texas A&I                            | 34–23      | Henderson State               | Kingsville, Texas                 |
| 1975   | Texas A&I                            | 37–0       | Salem                         | Kingsville, Texas                 |
| 1976   | Texas A&I                            | 26–0       | Central Arkansas              | Kingsville, Texas                 |
| 1977   | Abilene Christian                    | 24–7       | Southwestern Oklahoma         | Seattle, Washington               |
| 1978   | Angelo State                         | 34–14      | Elon                          | McAllen, Texas                    |
| 1979   | Texas A&I                            | 20–14      | Central State (OK)            | McAllen, Texas                    |
| 1980   | Elon                                 | 17–10      | Northeastern State            | Burlington, Caroline du nord      |
| 1981   | Elon                                 | 3–0        | Pittsburg State               | Burlington, Caroline du nord      |
| 1982   | Central State (OK)                   | 14–11      | Mesa State                    | Edmond, Oklahoma                  |
| 1983   | Carson-Newman                        | 36–28      | Mesa State                    | Grand Junction, Colorado          |
| 1984   | Carson-Newman Central Arkansas       | 19–19*     |                               | Conway, Arkansas                  |
| 1985   | Hillsdale Central Arkansas           | 10–10*     |                               | Conway, Arkansas                  |
| 1986   | Carson-Newman                        | 17–0       | Cameron University            | Jefferson City, Tennessee         |
| 1987   | Cameron                              | 30–2       | Carson-Newman                 | Lawton, Oklahoma                  |
| 1988   | Carson-Newman                        | 56–21      | Adams State                   | Jefferson City, Tennessee         |
| 1989   | Carson-Newman                        | 34–20      | Emporia State                 | Jefferson City, Tennessee         |
| 1990   | Central State (OH)                   | 38–16      | Mesa State                    | Grand Junction, Colorado          |
| 1991   | Central Arkansas                     | 19–16      | Central State (OH)            | Wilberforce, Ohio                 |
| 1992   | Central State (OH)                   | 19–16      | Gardner-Webb                  | Boiling Springs, Caroline du nord |
| 1993   | East Central                         | 49–35      | Glenville State               | Ada, Oklahoma                     |
| 1994   | Northeastern State                   | 13–12      | Arkansas-Pine Bluff           | Pine Bluff, Arkansas              |
| 1995   | Central State (OH)                   | 37–7       | Northeastern State            | Tahlequah, Oklahoma               |
| 1996   | Southwestern Oklahoma                | 33–31      | Montana Tech                  | Weatherford, Oklahoma             |
| 1997   | Findlay                              | 14–7       | Willamette                    | Savannah, Tennessee               |
| 1998   | Azusa Pacific                        | 17–14      | Olivet Nazarene               | Savannah, Tennessee               |
| 1999   | Northwestern Oklahoma State          | 34–26      | Georgetown (KY)               | Savannah, Tennessee               |
| 2000   | Georgetown (KY)                      | 20–0       | Northwestern Oklahoma State   | Savannah, Tennessee               |
| 2001   | Georgetown (KY)                      | 49–27      | Sioux Falls                   | Savannah, Tennessee               |
| 2002   | Carroll                              | 28–7       | Georgetown (KY)               | Savannah, Tennessee               |
| 2003   | Carroll                              | 41–28      | Northwestern Oklahoma State   | Savannah, Tennessee               |
| 2004   | Carroll                              | 15–13      | Saint Francis (IN)            | Savannah, Tennessee               |
| 2005   | Carroll                              | 27–10      | Saint Francis (IN)            | Savannah, Tennessee               |
| 2006   | Sioux Falls                          | 23–19      | Saint Francis (IN)            | Savannah, Tennessee               |
| 2007   | Carroll                              | 17–9       | Sioux Falls                   | Savannah, Tennessee               |
| 2008   | Sioux Falls                          | 23–7       | Carroll                       | Rome, Georgie                     |
| 2009   | Sioux Falls                          | 25–22      | Lindenwood Lions              | Rome, Georgia                     |
| 2010   | Carroll                              | 10–7       | Sioux Falls                   | Rome, Georgie                     |
| 2011   | Saint Xavier                         | 24–20      | Carroll                       | Rome, Georgie                     |
| 2012   | Marian                               | 30–27 (AP) | Morningside                   | Rome, Georgie                     |
| 2013   | Grand View                           | 35–23      | University of the Cumberlands | Rome, Georgie                     |
| 2014   | Southern Oregon                      | 55–31      | Marian                        | Daytona Beach, Floride            |
| 2015   | Marian                               | 31–14      | Southern Oregon               | Daytona Beach, Floride            |
| 2016   | Saint Francis (IN)                   | 38–17      | Baker                         | Daytona Beach, Floride            |

* match nul ; les deux équipes sont sacrées championnes.

## Division II
- 1970 : Westminster (PA) 21-16 Anderson (IN)
- 1971 : California Lutheran 30-14 Westminster (PA)
- 1972 : Missouri Southern 21-14 Northwestern (IA)
- 1973 : Northwestern (IA) 10-3 Glenville State (WV)
- 1974 : Texas Lutheran 42-0 Missouri Valley
- 1975 : Texas Lutheran 34-8 California Lutheran
- 1976 : Westminster (PA) 20-13 Redlands (CA)
- 1977 : Westminster (PA) 17-9 California Lutheran
- 1978 : Concordia College, Moorhead 7-0 University of Findlay (OH)
- 1979 : University of Findlay (OH) 51-6 Northwestern (IA)
- 1980 : Pacific Lutheran (WA) 38-10 Wilmington (OH)
- 1981 : Austin College (TX) 24-24 Concordia College, Moorhead[1]
- 1982 : Linfield (OR) 33-15 William Jewell (MO)
- 1983 : Northwestern (IA) 25-21 Pacific Lutheran University (WA)
- 1984 : Linfield (OR) 33-22 Northwestern (IA)
- 1985 : University of Wisconsin-La Crosse 24-7 Pacific Lutheran University (WA)
- 1986 : Linfield (OR) 17-0 Baker University (KS)
- 1987 : Pacific Lutheran University (WA)[2]
- 1988 : Westminster (PA) 21-14 University of Wisconsin-La Crosse
- 1989 : Westminster (PA) 51-30 University of Wisconsin-La Crosse
- 1990 : Peru State College (NE) 17-7 Westminster (PA)
- 1991 : Georgetown College (KY) 28-20 Pacific Lutheran University (WA)
- 1992 : University of Findlay (OH) 26-13 Linfield (OR)
- 1993 : Pacific Lutheran University(WA) 50-20 Westminster (PA)
- 1994 : Westminster (PA) 27-7 Pacific Lutheran University(WA)
- 1995 : Central Washington 21-21 University of Findlay (OH)[1]
- 1996 : University of Sioux Falls (SD) 47-25 Western Washington